# Karcinom prostaty

Úmrtnost (přepočtená na 100000 obyvatel) na rakovinu prostaty v roce 2004.

Karcinom prostaty (nebo také rakovina prostaty) je v Evropě druhý nejčastější zhoubný nádor u mužů a třetí nejčastější příčina úmrtí mužů na maligní nádor.

## Výskyt
Postihuje muže ve starším věku (nejčastěji kolem 70 let) a často probíhá bezpříznakově nebo jsou jeho projevy zpočátku mírné a pacient jim nevěnuje pozornost (potíže při močení apod.). Je-li objeven včas, má dobrou prognózu, v pokročilých stádiích metastazuje, zvláště do kostí. Problémem je ale také zbytečná diagnóza.
V roce 2000 byl výskyt karcinomu prostaty v České republice 54,4/100 000 mužů.

## Příčina
Příčina rakoviny je nejistá. Faktory jsou věk, obezita a dědičnost. Může však jít i o virovou nákazu, kterou způsobuje lidský papilomavirus (HPV) (způsobující také rakovinu u dělohy žen a detekovaný i u rakoviny konečníku a penisu) spolu s EBV či o herpes simplex virus (HSV).

## Prevence a léčba
Jako indikátor onemocnění slouží hodnota tzv. prostatického specifického antigenu, který byl objeven americkým patologem Richardem J. Ablinem v roce 1970.
Ministerstvo zdravotnictví ČR v roce 2024 spustilo screeningový program časného záchytu karcinomu prostaty. Praktičtí lékaři a urologové v něm oslovují muže od 50 do 69 let, kterým je pak vyšetřena hladina PSA z běžného odběru krve.
Velice dobré výsledky přináší dle vědců léčba látkou, zvanou abirateron, jež je známa pod komerčním názvem Zytiga.